# Meschok
Der Meschok (russisch мешок; wörtlich Sack) war ein russisches Volumenmaß, das als Gewichtsmaß für Mehl und Grütze Anwendung fand. Es war ein sogenannter Sack.
- 1 Meschok = 5 Pud = etwa 82 Kilogramm